# Jan nejstarší Černín z Chudenic na Nedrahovicích
Jan nejstarší Černín z Chudenic na Nedrahovicích (? – 24. srpna 1580) byl český šlechtic z rodu Černínů. Byl zakladatelem tzv. nedrahovické větve Černínů.

## Život
Byl synem Diviše Černína z Chudenic (1519–1548) a jeho manželky Elišky Bohuchvalové z Hrádku. Měl šest sourozenců – Protivu († 1564), Drslava († 1564), Humprechta (1525–1601), Markétu, Marii Magdalénu a Kateřinu.
Jan  Černín zastával úřad hejtmana Vltavského kraje a výběrčího královských daní
Zemřel 24. srpna 1580.

### Manželství a potomstvo
Jan Černín byl ženatý s Marií Annou z Říčan. Z jejich manželství Marií Annou z Říčan na Kosově Hoře měl následující potomky:
- 1. Kateřina Eva († 1597)
  - ∞ (1588) Kryštof Harant z Polžic a Bezdružic (21. června 1621, Praha)
- 2. Ludmila
  - 1. ∞ N. Markvart z Hrádku
  - 2. ∞ (1588) Jan Václav Koc z Dobrše
- 3. Anna
  - ∞ N. Wiedersperk
- 4. Protiva
- 5. Václav
- 6. Diviš (1565 – 21. června 1621, Praha, popraven)
  - ∞ (1593) Anna Černínová z Chudenic († 1631), dcera Martina Černína a Elišky ze Šlovic
- 7. Vilém († 1629)
  - ∞ Anna Budkovská z Budkova
- 8. Humprecht III. (1570 – 22. května 1632)
  - ∞ Eva Polyxena Voračická z Paběnic
- 9. Heřman Václav (24. července 1576, Nedrahovice – 7. března 1651, Praha)
  - 1. ∞ (1606) Marie Anna Čáslava ze Svárova a Oseku, ovdovělá Kokořovská z Kokořova († 1624)
  - 2. ∞ (1625) Anna Salomena Hradišťská z Hořovic, ovdovělá Harantová z Polžic a Bezdružic († 1632)
  - 3. ∞ (1633) Anna Sylvie Kateřina dell Caretto-Millessimo (1606 – 29. února 1664, Řezno)